# Rirong
Rirong (kinesiska: 嘎温当, 日绒, 日绒乡) är en socken i Kina. Den ligger i den autonoma regionen Tibet, i den sydvästra delen av landet, omkring 160 kilometer sydost om regionhuvudstaden Lhasa.
Genomsnittlig årsnederbörd är 626 millimeter. Den regnigaste månaden är juli, med i genomsnitt 161 mm nederbörd, och den torraste är december, med 2 mm nederbörd.